# Gallatin (Missouri)
Gallatin – miasto w Stanach Zjednoczonych, w stanie Missouri, siedziba administracyjna hrabstwa Daviess.